# Air Nunavut
Air Nunavut é uma companhia aérea com sede em Iqaluit, Nunavut, Canadá. Sua base principal é o Aeroporto de Iqaluit.

## História
A companhia aérea foi estabelecida e iniciou suas operações charter em 1989 como Air Baffin. Os serviços programados foram inaugurados em maio de 1992.

## Frota
A frota da Air Nunavut consiste nas seguintes aeronaves (Dezembro de 2020):
| Aeronaves                 | Total | Notas |
| ------------------------- | ----- | ----- |
| Dassault Falcon 10        | 7     |       |
| Beechcraft Super King Air | 4     |       |
| Dassault Falcon 20        | 3     |       |
| Total                     | 13    |       |